# 간동중학교
간동중학교(看東中學校)는 대한민국 강원특별자치도 화천군 간동면 유촌리에 있는 공립 중학교이다.

## 학교 연혁
- 1953년 3월 1일 : 간동중학교 설립인가(3학급)
- 1954년 5월 20일 : 간동중학교 개교
- 1954년 12월 31일 : 6학급 인가
- 1956년 3월 8일 : 제1회 졸업식(졸업생수 14명)
- 2022년 1월 5일 : 제67회 졸업식 11명 졸업(누계 3,169명)
- 2022년 3월 2일 : 2022학년도 4명 입학
- 2022년 9월 1일 : 제30대 김희삼 교장 부임

## 참고 자료
- 간동중학교 - 한국교육학술정보원 학교알리미